# Карбонель, Она
О́на Карбоне́ль Бальесте́ро (исп. Ona Carbonell Ballestero; род. 5 июня 1990 года, Барселона, Испания) — испанская синхронистка, двукратная медалистка летних Олимпийских игр 2012 года, чемпионка мира 2009 в комбинации, трёхкратная чемпионка Европы. Рекордсменка в истории синхронного плавания по общему количеству наград чемпионатов мира (22 — 1 золотая, 10 серебряных, 11 бронзовых).

## Спортивная биография
Первоначально Карбонель занималась художественной гимнастикой, но в 10 лет перешла в синхронное плавание. Первым крупным успехом в карьере молодой испанской спортсменки стали две медали, завоёванные в составе группы на мировом первенстве в Мельбурне. Спустя год Она впервые становится чемпионкой Европы, победив в соревнованиях групп. В 2009 году на чемпионате мира, в отсутствии сборной России, испански становятся чемпионками мира в комбинации.
2012 год стал самым успешным в карьере Карбонель. В мае молодая испанка завоевала две золотые медали в соревнованиях групп, а в августе в дуэте со знаменитой Андреей Фуэнтес приняла участие в летних Олимпийских играх в Лондоне. В соревнованиях дуэтов испанки уверенно прошли квалификационный раунд, заняв третье место, уступив только дуэтам из России и Китая. В финале Карбонель и Фуэнтес смогли набрать очень высокую сумму баллов 192,900, что позволило опередить китайский дуэт всего на 0,030 балла и занять итоговое второе место. В соревнованиях групп испанская сборная с Карбонель в составе завоевала бронзовые награды, уступив только сборным России и Китая.
В 2013 году после ухода из спорта Андреа Фуэнтес Карбонель стала выступать в соревнованиях солисток. Дебютным выступлением для Оны стал чемпионат мира в родной для спортсменки Барселоне. Хореографом у Карбонель на чемпионате была знаменитая Хемма Менгуаль.